# 小鬼當家之耶誕大作戰
《小鬼當家之耶誕大作戰》（英語：Home Sweet Home Alone）是一部美國家庭喜劇電影由丹·梅澤執導，剧本由米奇·戴和斯特勒·塞德爾所撰寫，二十世紀影業制作，并在Disney+上播出。。为小鬼當家系列中的第六部，也是1990年版《小鬼當家》的重啟版本。
該片在2021年11月12日上線Disney+，電影發行後備受影評界的負面評價，評論主要批評電影沒有新意且構思不周，還有角色刻畫淺薄與雜亂無章的問題。

## 製作

### 開發前期
在2019年8月6日，迪士尼執行長羅伯特·艾格宣布，《小鬼當家》的新電影正在開發中，並將在該公司的串流媒體Disney+上首映。到同年10月，已與丹·梅澤進入談判階段，由米奇·戴和斯特勒·塞德爾共同編寫劇本。Hutch Parker和Dan Wilson將擔任製片人。

### 選角
在2019年12月，宣佈由阿奇·耶茨、羅伯·德萊尼和埃莉·肯珀主演。2020年7月，宣布松村艾麗、皮特·福爾摩斯、凱南·湯普森、克里斯·帕內爾、提摩西·西蒙斯、安迪·達利和米奇·戴加入了演員名單。據報導，在前兩部電影中飾演凱文·麥卡利斯特（Kevin McCallister）的麥考利·克金將於2020年4月重新扮演新電影的客串角色。

### 拍攝
2020年2月，電影於加拿大開始拍攝。同年3月，由於2019冠狀病毒病疫情以及行業限制而暫停拍攝。2020年11月，迪士尼宣佈電影恢復拍攝，並已經完成一部分主要拍攝內容。

## 評價
在匯總媒體的爛番茄上，64條評論中有16%是正面的，平均評分為3.70/10。該網站的評論一致認為「沒有人的家 (Nobody’s home)。」在Metacritic基於16位評論家，這部電影的加權平均得分為35分（滿分100分），表明「總體評價不佳。」

## 外部連結
- 互联网电影数据库（IMDb）上《小鬼當家之耶誕大作戰》的资料（英文）
- AllMovie上《小鬼當家之耶誕大作戰》的资料（英文）
- 爛番茄上《小鬼當家之耶誕大作戰》的資料（英文）
- 豆瓣电影上《小鬼當家之耶誕大作戰》的資料 （简体中文）
- 时光网上《小鬼當家之耶誕大作戰》的資料（简体中文）